# Supercopa de España femenina de baloncesto 2019
La Supercopa de España femenina de baloncesto 2019 o SuperCopa LF 2019 fue la 17ª edición desde su fundación. Se disputó en el Pabellón de Fontajau de Gerona, Cataluña, el día 22 de septiembre de 2019, donde el equipo local, el Spar Citylift Girona, conquistó el título por segunda vez en su historia.

## Equipos participantes
Los equipos participantes de acuerdo a los criterios de participación establecidos por la FEB fueron: 
| Equipo               | Clasificación                  | Participación |
| -------------------- | ------------------------------ | ------------- |
| Perfumerías Avenida  | Campeón de la Liga Femenina    | 14.ª          |
| Spar Citylift Girona | Campeón de la Copa de la Reina | 5.ª           |

## Árbitros
Los árbitros elegidos para arbitrar la Supercopa fueron: 
- Mariano Martín Palomo Cañas
- Asunción Langa de Martín
- Sandra Sánchez González

## Final
| 22 de septiembre de 2019 | Spar Citylift Girona                               | 82–80                                 | Perfumerías Avenida                                 | Gerona |  |
| 18:30                    | Parciales: 20–12, 19–27, 24–19, 19–22              | Parciales: 20–12, 19–27, 24–19, 19–22 | Parciales: 20–12, 19–27, 24–19, 19–22               | |  |
|                          | Estadísticas Elonu 23 Coulibaly 8 Palau 6 Elonu 30 | Reporte Pts Reb Asts Val              | Estadísticas 20 Hayes 8 Vītola 4 Domínguez 20 Hayes | Pabellón: Pabellón de Fontajau Asistencia: 3500 espectadores Árbitros: Mariano Martín Palomo Cañas, Asunción Langa de Martín, Sandra Sánchez González Televisión: |  |

### Plantillas
| #          | Jugadora            |
| ---------- | ------------------- |
| 2          | Adaora Elonu        |
| 3          | Laia Palau          |
| 4          | Magali Mendy        |
| 6          | Rosó Buch           |
| 8          | María Araújo        |
| 14         | Tijana Andusic      |
| 16         | Helena Oma          |
| 57         | Naîgnouma Coulibaly |
| Entrenador |                     |
| Èric Suris |                     |

| Campeonas de la Supercopa de España femenina de baloncesto 2019 |
| --------------------------------------------------------------- |
| Spar Citylift Girona 2.º título                                 |

| MVP:         |
| ------------ |
| Adaora Elonu |

| #                   | Jugadora         |
| ------------------- | ---------------- |
| 3                   | Evelyn Akhator   |
| 5                   | Maite Cazorla    |
| 6                   | Silvia Domínguez |
| 12                  | Tiffany Hayes    |
| 13                  | Andrea Vilaró    |
| 15                  | Laura Gil        |
| 21                  | Emese Hof        |
| 28                  | Kristīne Vītola  |
| 44                  | Karlie Samuelson |
| Entrenador          |                  |
| Miguel Ángel Ortega |                  |